# Viatcheslav Molotov
« Molotov » redirige ici. Pour les autres significations, voir Molotov (homonymie).
Viatcheslav Mikhaïlovitch Molotov (en russe : Вячеслав Михайлович Молотов ; né le 25 février 1890 (9 mars dans le calendrier grégorien) à Koukarka sous le nom de Viatcheslav Mikhaïlovitch Skriabine (en russe : Вячесла́в Миха́йлович Скря́бин) et mort le 8 novembre 1986 à Moscou) est un journaliste, homme politique et diplomate soviétique. Chef du gouvernement de l'URSS de 1930 à 1941, ministre des Affaires étrangères jusqu'en 1949, membre titulaire du Politburo de 1926 à 1957, il est considéré comme le bras droit de Joseph Staline. Il demeure un membre influent du Parti communiste de l'Union soviétique jusqu'à son éviction, lors de la déstalinisation.

## Biographie

### Jeunesse (1890-1917)
Viatcheslav Molotov est né à Koukarka, dans l'ouïezd de Iaranski (en) du gouvernement de Viatka de l'Empire russe, sous le nom de Viatcheslav Mikhaïlovitch Skriabine (Вячесла́в Миха́йлович Скря́бин).
Après des études au Gymnasium (école secondaire ou lycée) de Kazan, il s'inscrit en 1906 au Parti ouvrier social-démocrate de Russie (POSDR) sous le pseudonyme de Molotov (du russe : molot (молот) marteau), abandonnant son nom de famille de Skriabine. En 1911, il s'inscrit à l'Institut polytechnique de Saint-Pétersbourg pour étudier l'économie et y restera jusqu'en 1916;
En 1912, il est l'un des fondateurs de la Pravda. C’est également cette année qu’il rencontre pour la première fois Staline, qu’il héberge chez lui avant une nouvelle déportation de ce dernier en Sibérie.

### Ascension au sein du PCUS (1917-1930)
En 1917, il est, avec Alexandre Chliapnikov, le plus ancien bolchevik à Pétrograd lorsque éclate la révolution de Février. Alors que Lénine est encore en exil en Suisse, il se rallie à l'analyse et à la politique de Lénine, mais son rôle dans la révolution d'Octobre et dans la guerre civile russe reste obscur. Son ascension dans les hautes sphères du parti et de la nomenklatura commence en 1921, année où il fut nommé membre candidat du Politburo ; à cette époque, son ascension est contestée par Lénine, qui l’accuse de « bureaucratisme scandaleux et totalement inepte », et par Trotski. Tout au long de sa carrière, il manifeste ostensiblement son entière obéissance à Joseph Staline, au point que ce dernier l'autorise à manifester de temps en temps des désaccords, qui deviendront des critiques après la mort de Staline. L'obéissance de Molotov se manifesta aussi sur le plan privé, lorsqu'il resta sans réaction le 10 août 1939 face à la mise en cause de son épouse Polina Jemtchoujina, accusée d'avoir des « connexions avec des éléments ennemis, facilitant ainsi leurs missions d'espionnage » — Polina est alors exclue du Comité central —, et d'avoir, en décembre 1948, « trahi l'Union soviétique » ; elle est alors condamnée de cinq ans de relégation dans l'oblast de Koustanaï, au Kazakhstan, et ne sera libérée qu'en 1953 grâce à Beria.

### Numéro 2 de l'URSS (1930-1949)
Le 19 décembre 1930, à la suite de manœuvres de Staline, il est élu « Président du Sovnarkom » par le Comité central, soit l’équivalent soviétique d'un Premier ministre ; il conservera ce poste jusqu’au 6 mai 1941. Il fut également secrétaire du Comité central jusqu'en 1935. À la fin des années 1930, il fit partie avec Lazare Kaganovitch, Nikolaï Iejov et Kliment Vorochilov du groupe restreint de cinq membres qui prenait toutes les décisions importantes en compagnie de Staline.

#### Rôle dans la dékoulakisation et les purges (1930-1939)
À ce titre, il fut un des chefs de la « dékoulakisation » dans les campagnes (1930-1933). Il n'hésita pas à se rendre en Ukraine pour conforter la politique stalinienne et « inciter les communistes défaillants à rester fermes contre les paysans révoltés » ; il se fit à ce sujet remarquer par Staline, qui lui écrivit : « Je pourrais te couvrir de baisers de gratitude pour ce que tu as fait là-bas. »
Pendant les Grandes Purges de 1937-1938, Molotov fut le dirigeant soviétique le plus souvent reçu dans le bureau de Staline au Kremlin, avant même le chef suprême de la police politique Nikolaï Iejov. Il ne se cacha jamais d'avoir soutenu fermement la politique de la Grande Terreur, qui aboutit à 680 000 exécutions en deux ans et à l'envoi de centaines de milliers de personnes au Goulag. Sa signature apparaît aux côtés de celle de Staline sur de très nombreuses listes de condamnations à mort collectives.
Dans des entretiens dans les années 1970 avec le journaliste Félix Tchouïev (ru), Molotov fut sans ambiguïté : Staline était le principal responsable de la Terreur, « et nous l’encouragions, qui étions actifs, j’ai toujours été actif, toujours favorable à ce que des mesures soient prises ». Comme membre du Politburo, il continua d'approuver fermement les exécutions en masse des « ennemis du peuple ». Molotov est ministre des Affaires étrangères de 1939 à 1949.

#### Seconde Guerre mondiale (1939-1945)
Quand Staline apprend le projet de bombe atomique américaine, c'est encore Molotov qui supervise le projet de bombe atomique soviétique. Comme Staline ne peut se déplacer à cause de la guerre, il envoie Molotov négocier à Londres et Washington. Il accompagne aussi Staline à Téhéran, à Yalta, et à Potsdam et il représente l'URSS à la fondation de l'ONU.
Durant la guerre, les Allemands, ayant capturé son cousin Vassili Kontouline, ne le placèrent pas en camp de prisonniers de guerre mais le gardèrent en otage jusqu'à la fin de la guerre, dans l'éventualité d'obtenir quelque avantage en échange de sa libération.
C'est au cours de la Seconde Guerre mondiale que par un hommage ironique des soldats finlandais, son nom est donné au cocktail Molotov, un mélange inflammable utilisé pour stopper l'avancée des chars.

##### Pacte(s) de non-agression (1939-1941)
Il signe le Pacte germano-soviétique avec le régime hitlérien en août 1939 et, le 5 mars 1940, il signe, comme tout le Politburo, l'ordre (préparé par Lavrenti Beria) d'exécuter des milliers de prisonniers de guerre polonais, surtout des officiers, qui est connu comme le Massacre de Katyń.
En novembre 1940, il se rend à Berlin pour discuter des relations germano-soviétiques dans le cadre d’une adhésion éventuelle de l’Union soviétique au pacte tripartite. Mais les exigences territoriales de Staline ainsi que les demandes d’explications que Molotov présente sans circonvolutions à Hitler indisposent ce dernier. La rencontre est un échec et Hitler prend peu après la décision d’attaquer l’URSS.

##### OpérationBarbarossa(1941)
Le dimanche 22 juin 1941 à 4 heures du matin, les troupes allemandes franchissent la frontière occidentale de l'URSS. À 5 h 30, l'ambassadeur du Reich à Moscou, Friedrich-Werner von der Schulenburg, vient à la rencontre de Molotov et lui remet une déclaration affirmant que le gouvernement soviétique entreprend une politique de subversion en Allemagne et dans tous les pays qu'il occupe, ainsi qu'une politique étrangère dirigée contre l'Allemagne, et « concentre toutes ses troupes sur la frontière allemande en les préparant pleinement au combat ». La déclaration se clôture par ces mots : « Le Führer ordonne donc aux forces armées allemandes de faire face à cette menace avec tous les moyens à leur disposition ». Peu après midi, alors que la Wehrmacht s'est déjà enfoncée de plusieurs dizaines de kilomètres en territoire soviétique, c'est lui qui annonce la nouvelle de l'invasion aux citoyens de l'URSS. Son discours, diffusé à la radio, se termine par la phrase suivante restée célèbre : « Notre cause est juste (ru), l'ennemi sera vaincu, la victoire sera à nous ! ». Le lendemain, Molotov convoque le chargé d'affaires finlandais Paavo Hynninen (en) pour lui demander de clarifier expressément la position de son pays. En effet, même si la Finlande empêche pour l'instant les unités allemandes stationnées à Petsamo et Salla de traverser la frontière, les avions de la Luftwaffe qui participent au bombardement des villes soviétiques utilisent d'ores et déjà les aérodromes finlandais comme bases de ravitaillement. De plus, dans son discours de la veille, Hitler y est allé de sa petite phrase pour les troupes allemandes qui « en alliance avec les camarades finlandais... défendent la terre finlandaise ». Devant Molotov, Hynninen témoigne de son incompréhension.
Le 26 juin, Molotov envoie une missive à l'ambassadeur soviétique à Washington D.C., Konstantin Oumanski (en), dans laquelle il lui dit : « Vous devriez immédiatement vous rendre auprès de Roosevelt ou Hull et demander quelle est l'attitude du gouvernement américain vis-à-vis de cette guerre et de l'URSS. Les questions sur l'aide ne devraient pas être abordées maintenant. ».
Le 30 juin le Præsidium du Soviet suprême, le Sovnarkom et le Comité central du PCUS établissent, par le biais d'une résolution conjointe, le Comité d'État à la Défense, un cabinet de guerre d'urgence pour gérer l'agression nazie. Avec l'approbation de Staline, Molotov accède à sa vice-présidence.
Le 12 juillet, Molotov et l'ambassadeur britannique Stafford Cripps signent un accord au nom de leurs nations respectives. Les relations du gouvernement soviétique avec les autres pays de la coalition anti-hitlérienne dont les gouvernements sont en exil à Londres (Belgique, Norvège, Pologne, Tchécoslovaquie, etc.) sont rétablies en conséquence.
Le 14 août, Molotov informe son ambassadeur en Turquie, Sergueï Vinogradov, que le gouvernement soviétique reconnaît Charles de Gaulle comme le chef des antifascistes français et est disposé à établir des relations officielles avec la France libre.
Du 29 septembre au 1er octobre, se tient à Moscou une conférence à laquelle participent l’Union soviétique, les États-Unis et le Royaume-Uni. Au cours de la conférence, les questions de livraison de biens militaires à l'URSS sont tranchées. S'exprimant lors de la séance de clôture, Molotov déclare qu’un « puissant front de peuples épris de liberté a été créé sous la direction de l’Union soviétique, de l’Angleterre et des États-Unis d’Amérique ». En octobre 1941, le Commissariat du Peuple aux Affaires étrangères de l'URSS, ainsi que le corps diplomatique, sont évacués vers Kouïbychev, mais Molotov, comme Staline, décide de rester à Moscou pour la bataille décisive. Dans la capitale menacée, Molotov s'intéresse aux livraisons d'armes britanniques et américaines ainsi qu'à l'ouverture d'un second front à l'Ouest, réclamée par Staline.
Le 9 octobre, lors de la catastrophe de Viazma (ru), Molotov se rend sur le front pour la seule fois de la guerre en compagnie de Mikoïan, de Malenkov, de Vorochilov et de Vassilievski qui dirige l'essentiel des activités de la délégation.

### Déclin politique (1949-1963)

#### Mise à l'écart lors de la campagne antisioniste (1949-1953)
Ardent partisan de la fondation de l'État d'Israël à une époque où même les États-Unis et le Royaume-Uni étaient sceptiques quant à cette dernière, Molotov se retrouve logiquement en ligne de mire lors du revirement antisioniste de la politique soviétique qui s'opère au cours de l'hiver 1948-1949. Durant cette période, Molotov est démis de ses fonctions de ministre des Affaires étrangères (Vychinski le remplace) et sa femme est exclue du PCUS et arrêtée par le NKVD. L'historien et dissident Jaurès Medvedev note : « La conspiration contre Molotov a été planifiée de manière très habile, mais aussi très cruelle. Elle incluait le meurtre de Mikhoels, l'arrestation et l'exécution de membres du CAJ, dont Losovski, et l'arrestation de Polina Jemtchoujina. La conspiration contre le parti et le groupe étatique de Léningrad était moins subtile, mais non moins brutale. Fin 1949, Malenkov et Beria avaient presque entièrement tracé leur route vers le pouvoir. ».
Molotov continue néanmoins de siéger au Politburo, renommé Présidium du Comité central à l'occasion du XIXème congrès du PCUS (en). Le surlendemain de sa clôture (soit le 16 octobre 1952), Staline fustige Molotov lors d'un plénum du Comité central. Parallèlement à ça, la propagande d'État soviétique continue de le présenter comme le numéro 2 du régime (après Staline).

#### Soutien puis opposition à Khrouchtchev (1953-1957)
Le 5 mars 1953, après la mort de Staline, Molotov retrouve son poste de ministre des Affaires étrangères de l'URSS. Molotov soutient Khrouchtchev dans sa décision de liquider Beria, puis dans celle de retirer Malenkov de la présidence du Conseil des ministres en 1955. Par la suite, les deux hommes se brouillent et s'opposent sur de nombreuses questions de politique intérieure (campagne des terres vierges, transfert de l'oblast de Crimée de la RSFSR à la RSSU) et extérieure (retrait des troupes soviétiques d'Autriche, normalisation des relations avec la Yougoslavie). Leurs désaccords culminent avec la déstalinisation. Cette dernière suscite une opposition importante dans la patrie natale de Staline, la Géorgie, et au cours de manifestations à Tbilissi (en) la foule scande « À bas Khrouchtchev ! Molotov à la tête du PCUS ! ». Quelques mois plus tard, Molotov est démis de ses fonctions de ministres des Affaires étrangères, mais Khrouchtchev n'est pas en mesure de s'en débarrasser immédiatement et il est nommé ministre du Contrôle d'État (en).

##### Le «groupe anti-parti» (1957)
En 1957, Molotov prend la direction du « groupe anti-parti » qui s'oppose à la politique khrouchtchévienne. Lors d'une réunion du Présidium du Comité central, il critique ouvertement le travail de Khrouchtchev à la tête du Comité central (violations des règles de la « direction collective » par ce dernier, problèmes économiques, errements sur la scène internationale etc.) et reçoit le soutien des membres les plus influents du parti (le chef de l'État Vorochilov, le chef du gouvernement Boulganine et ses adjoints Mikhail Pervoukhine et Sabourov (en) ainsi que le chef de la diplomatie Chepilov) qui parviennent à la conclusion suivante : Khrouchtchev doit être nommé ministre de l'Agriculture et son poste de Premier secrétaire transféré à Molotov ou aboli définitivement. Khrouchtchev parvient cependant à renverser la situation de manière inattendue en convoquant un plénum du Comité central au cours duquel le « groupe anti-parti » est mis en minorité et vaincu. En conséquence de cela, Pervoukhine, Sabourov, Chepilov, Malenkov et Kaganovitch sont démis de leurs fonctions. Il en va de même pour Molotov et les trois villes de la RSFS de Russie qui portent son nom sont renommées Perm, Severodvinsk et Nolinsk.

#### Fonctions mineures, exclusion du PCUS et retraite (1957-1963)

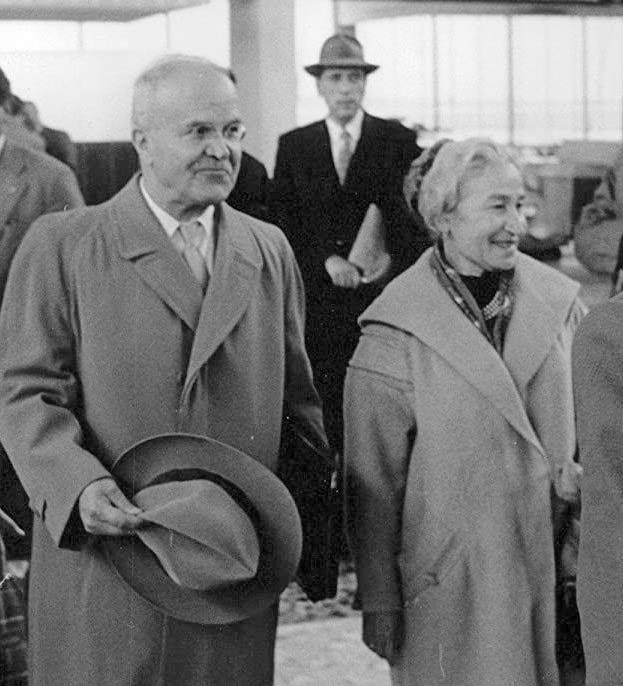
Molotov et sa femme à Stockholm (Suède) en 1960.

Khrouchtchev le nomme ambassadeur en Mongolie de 1957 à 1960, puis délégué soviétique permanent auprès de l'Agence internationale de l'énergie atomique (AIEA) à Vienne de 1960 à 1961.
En octobre 1961, Khrouchtchev profite du XXIIème congrès du PCUS (en) pour dénoncer ouvertement le rôle de Molotov dans les purges staliniennes. Le mois suivant, il est exclu du PCUS et démis de ses fonctions à l'AIEA.
Le 12 septembre 1963, Molotov se retire de la vie politique.

### Fin de vie (1963-1986)
En dépit de son grand âge et de sa retraite politique, Molotov poursuit sa vie active en travaillant dans sa datcha ou à la bibliothèque municipale. N'écrivant pas de mémoires, il développe cependant souvent son point de vue au travers de notes envoyées au Comité central du PCUS ou d'entretiens avec le journaliste Félix Tchouev (ru).
En juillet 1984, l'adhésion de Molotov au PCUS est rétablie sous la pression de Richard Kosolapov (ru), le rédacteur en chef du magazine Kommunist (en). Le dirigeant soviétique Tchernenko, qui ne cache pas ses sympathies pour le stalinisme, lui remet personnellement une carte du parti. Mais cette réadmission n'est que symbolique, selon Molotov, « l'URSS était perdue depuis le coup d'État khrouchtchévien ».
En juin 1986, il est admis à l'hôpital Kountsevo de Moscou, où il meurt le 8 novembre à 12 h 55, à l'âge de 96 ans. La population soviétique apprend sa mort quelques jours plus tard dans les colonnes de l'Izvestia. À la suite de cette dernière, un deuil national est décrété en Albanie par le président Ramiz Alia.

## Vie privée et personnalité
Simon Sebag Montefiore le qualifie de terne et de puritain, et le décrit comme « [p]etit, trapu, le front bombé, des yeux marron [sic] au regard glacial clignant derrière des lunettes rondes, bégayant quand il était en colère ou parlait à Staline ». Comme de nombreux dirigeants bolcheviques, il se mettait facilement en colère contre ses collaborateurs, et se montrait cruel et rancunier ; il était connu des autres potentats sous le surnom de « cul d’acier » à cause de ses capacités de travail très élevées, et aimait à dire que Lénine lui-même le nommait « Cul-de-fer ». Il détestait particulièrement Maxime Litvinov, son prédécesseur au ministère des Affaires étrangères, dont la femme était anglaise et qui était partisan d'une alliance avec le Royaume-Uni et la France contre Hitler ; il déclara à son sujet, après la mort de Staline : "c'est par pur hasard qu'il est resté en vie ! ". Il contrastait avec les autres dirigeants par son dogmatisme, et son snobisme, n’invitant jamais ses gardes du corps à sa table.
Époux de Polina Jemtchoujina, communiste d'origine juive, il était très épris d’elle, échangeant avec elle de chaleureuses lettres ; lorsque Polina fut condamnée à l’exil intérieur, il continua à dîner face à l’assiette vide de sa femme, pour ne pas l’oublier. Ils eurent ensemble une fille unique, Svetlana (1929-1989) qui fit des études d'histoire et épousa un universitaire. Elle est la mère du député Viatcheslav Nikonov, né en 1956, auteur de biographies sur son grand-père.

## Distinctions
- Ordre de Lénine
- Ordre de l'Insigne d'honneur

## Photographies

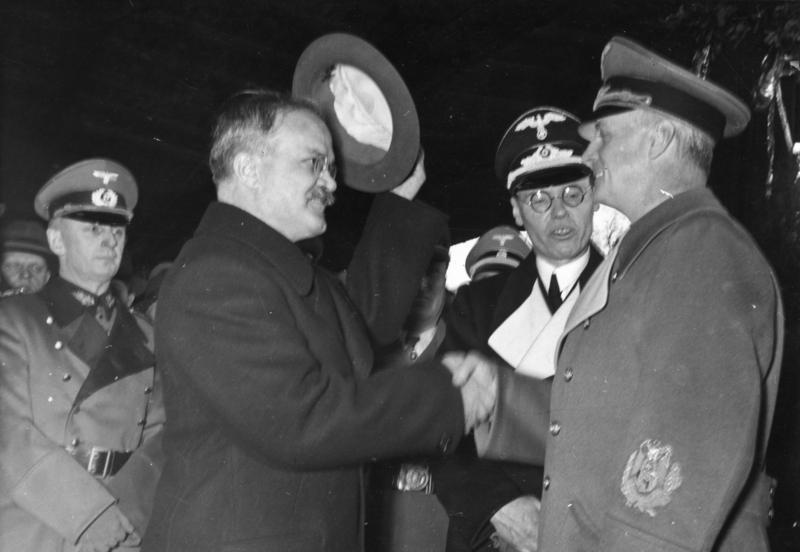
Molotov à Berlin le 14 novembre 1940 saluant Joachim von Ribbentrop, le ministre des Affaires étrangères allemand.

## Dans la culture
Le cocktail Molotov lui doit son nom. Bien que l'utilisation de ce dispositif incendiaire soit antérieure à la guerre d'Hiver, ce sont bien les soldats de l'armée de terre finlandaise mobilisés durant cette dernière qui l'ont appelé ainsi par dérision. Les Finlandais ont également surnommé la bombe à fragmentation soviétique RRAB-3 « panier à pain de Molotov » pour se moquer des propos du président du Sovnarkom qui niait le bombardement de Helsinki, affirmant que les forces aériennes soviétiques ne faisaient que ravitailler les civils affamés en nourriture.
« Molotof » désigne aussi un dessert portugais, peut-être nommé ainsi par ironie et d'après le fameux cocktail.
Les camions GAZ-51, vendus à l'étranger, étaient surnommés « Molotovka ».
Le rappeur français Sefyu utilise fréquemment l'alias Molotov qui a d'ailleurs donné son nom à sa première mixtape : « Molotov 4 ».
Une chanson finlandaise de la guerre d'Hiver raille Molotov et les difficultés de l'armée soviétique en Finlande : Niet Molotoff.

### Toponymie
La ville de Perm, au pied de l'Oural, s'est appelée Molotov de 1940 à 1957, en son honneur. Si la plupart des lieux nommés d'après lui ont été débaptisés lors de la déstalinisation, un glacier de l'île Komsomolets porte toujours son nom.

### Médias

#### Cinéma
- 1943 : Mission à Moscou (Mission to Moscow) : Gene Lockhart
- 1949 : La Chute de Berlin (Padeniye Berlina) : Maxime Schtrauch
- 1949 : La Bataille de Stalingrad (Stalingradskaïa bitva) : Maxime Strauch
- 1974 : Vybor tseli (en) : Nikolaï Zasoukhine (ru)
- 1985 : Bataille de Moscou (Bitva za Moskvu) : Nikolaï Zasoukhine
- 1990 : Stalingrad : Nikolaï Zasoukhine
- 1991 : Le Cercle des intimes (Blijniy kroug) : Viktor Balabanov
- 1993 : Les Anges de la mort (ru) (Angely smerti) : Nikolaï Zasoukhine
- 2017 : La Mort de Staline (The Death of Stalin) : Michael Palin
- 2017 : Vlasik : L'Ombre de Staline (ru) (Vlasik. Ten' Stalina) : Viktor Balabanov

#### Télévision

##### Téléfilm
- 1983 : Red Monarch (en) : Nigel Stock

##### Séries télévisées
- 1973 : Dix-sept Moments de printemps (Semnadtsat mgnoveniy vesny) : Valeri Danchine
- 1990 : Voïna na zapadnom napravlenii (ru) : Nikolaï Zasoukhine (ru)
- 2004 : Une saga moscovite : Pavel Remezov (ru)
- 2007 : Stalin : Live (ru) : Sergueï Verchinine